# Uroctea compactilis
Espèce
Uroctea compactilis est une espèce d'araignées aranéomorphes de la famille des Oecobiidae.

## Distribution
Cette espèce se rencontre en Chine, au Zhejiang, au Fujian, au Hunan, au Guangxi, au Guizhou, au Yunnan, au Sichuan et à Chongqing, en Corée du Sud et au Japon,.

## Description

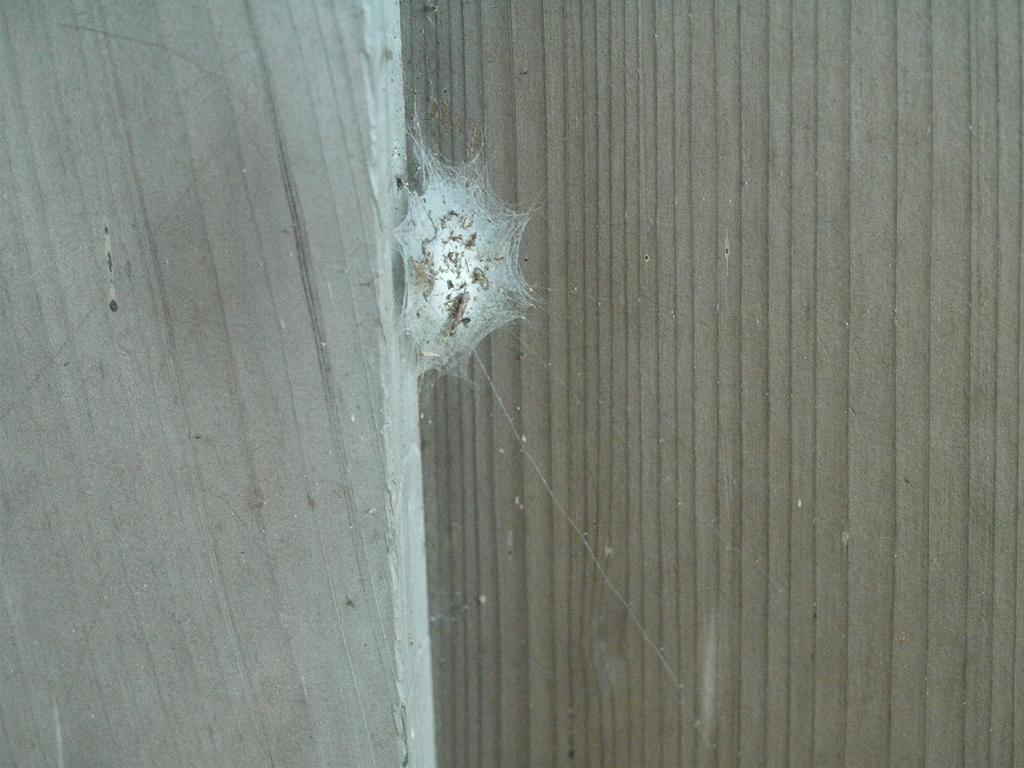
Uroctea compactilis

Les mâles mesurent de 5,10 à 9,70 mm et les femelles de 7,00 à 12,00 mm.

## Publication originale
- L. Koch, 1878 : Japanesische Arachniden und Myriapoden. Verhandlungen der Zoologisch-Botanischen Gesellschaft in Wien, vol. 27, p. 735-798 (texte intégral)